# Phryxe educata
Phryxe educata là một loài ruồi trong họ Tachinidae.